# Amathia cornuta
Amathia cornuta är en mossdjursart som först beskrevs av Jean-Baptiste Lamarck 1816.  Amathia cornuta ingår i släktet Amathia och familjen Vesiculariidae. Inga underarter finns listade i Catalogue of Life.